# Action Zealandia
Action Zealandia est une organisation identitaire, nationaliste blanche et néonazie néo-zélandaise fondée en juillet 2019, succédant au Dominion Movement créé en février 2018.
Il s'agit du premier mouvement identitaire de Nouvelle-Zélande, promouvant l'antisémitisme, l'islamophobie et le racisme anti-Maori (en). Bien que rejetant officiellement la violence, plusieurs de ses membres ont fait l'objet d'enquêtes pour menaces, tentatives d'organisation de cellules terroristes et espionnage militaire. Comptant entre 30 et 100 membres, le groupe mène principalement des actions de propagande en ligne et des activités comme le collage d'affiches.
Il est affilié à l'International Conservative Community de Robert Rundo et collabore avec divers groupes néonazis et suprémacistes blancs.

## Histoire
Le Dominion Movement est actif à partir de février 2018. Il connaît une expansion rapide avec l'établissement de branches à Auckland, Hamilton, Palmerston North et Wellington sur l'île du Nord, ainsi qu'à Nelson et Christchurch sur l'île du Sud. Le mouvement ferme son site web immédiatement après les attentats de Christchurch.
En juillet 2019, le mouvement se reconstitue sous le nom d'Action Zealandia en poursuivant des activités similaires,. Bien qu'Action Zealandia nie officiellement tout lien avec le Dominion Movement, des documents internes révélés par Newsroom (en) démontrent une continuité directe entre les deux organisations et révèlent des protocoles stricts de sécurité visant à dissimuler ces connexions.
Son leader, connu sous l'alias « Hector », est soupçonné d'être lié à l'armée néo-zélandaise et a été arrêté à plusieurs reprises pour vandalisme et violation de liberté sous caution.
En janvier 2020, ses membres placent des affiches sinophobes devant le bureau du député d'origine chinoise Jian Yang (en),.
Un membre présumé est arrêté en mars 2020 après avoir publié sur Telegram un selfie devant la mosquée Al Noor de Christchurch accompagné de menaces contre ses fidèles musulmans. Le même mois, des conversations Telegram divulguées par Newsroom révèlent qu'un autre individu lié au groupe tentait d'organiser une cellule terroriste sous le nom de Southern Order, et d'acquérir des armes. Il entretenait également des liens avec la Division Atomwaffen. Action Zealandia condamne ces actions, affirmant qu'elles violent leur code de conduite et que l'organisation s'oppose aux actions violentes.
En novembre 2020, un ancien leader du Dominion Movement, militaire, fait l'objet de 17 chefs d'accusation pour espionnage militaire,.
En février 2022, Action Zealandia participe à l'occupation du parvis du parlement néo-zélandais contre les mesures sanitaires liées au Covid-19 (en), qui dure 23 jours et se termine par une émeute,.
En janvier 2023, Stuff révèle que l'autorité de l'Aviation civile de Nouvelle-Zélande (en) avait employé deux membres d'Action Zealandia en son sein. Les deux hommes avaient notamment animé un podcast pour le groupe nationaliste blanc. Cette affaire suscite l'inquiétude de l'ancienne ministre Julie Anne Genter quant aux processus de recrutement de l'agence.

## Idéologie
Le groupe est affilié à la mouvance alt-right et à la mouvance identitaire,. Il s'agit du premier mouvement identitaire de Nouvelle-Zélande. Il promeut une idéologie alliant conservatisme social, masculinisme,, misogynie, homophobie, racisme anti-Maori (en),, antisémitisme, islamophobie, opposition à l'immigration,, nationalisme blanc,, ultranationalisme, écofascisme, colonialisme, anticapitalisme, opposition à la mondialisation et néonazisme,,.
Le mouvement s'oppose à ce qu'il considère comme un individualisme capitaliste en faveur d'un renforcement des liens familiaux et communautaires. Le groupe affirme vouloir défendre l'identité européenne, qu'il considère comme menacée en Nouvelle-Zélande, et créer une communauté de néo-zélandais européens. Ses membres adhèrent à la théorie du complot du grand remplacement.
Le groupe ignore délibérément les droits et la souveraineté des Maoris sur leurs terres ancestrales et promeut le mythe du pionnier européen, revendiquant explicitement ses liens avec l'Europe coloniale et la Grande-Bretagne en particulier, tout en soutenant que la colonisation était nécessaire pour civiliser les Maoris.
Il considère les Européens blancs comme les gardiens légitimes de l'environnement, s'opposant à l'immigration non-blanche qu'il perçoit comme une menace pour la durabilité environnementale.
Bien que le groupe rejette officiellement la violence et le terrorisme et que ses dirigeants souhaitent privilégier le militantisme et le développement communautaire, plusieurs de ses membres ont fait l'objet d'enquête pour menaces de mort, tentative d'organisation d'une cellule terroriste et espionnage militaire. Les chercheurs Chris Wilson et James Halpin le classent comme groupe paramilitaire.
Certains membres envisagent la création d'une commune exclusivement blanche en zone rurale ou une évolution vers un parti politique, voire l'usage potentiel de la violence de rue en s'inspirant de la Sturmabteilung et des Proud Boys. Le groupe s'inspire également du Patriot Front, un groupe suprémaciste blanc et néonazi américain, du groupe néonazi australien Antipodean Resistance, de la Nouvelle Droite, du Mouvement de résistance nordique, du Rise Above Movement et des mouvements identitaires européens.
La devise du Dominion Movement est « Famille - Communauté - Nation ». Sur son site Internet, il dénonce les « spéculateurs chinois », les « puissances financières internationales » et les « subversifs du marxisme culturel ».

## Activités
Le groupe a pour principale activité le collage d'affiches et de stickers portant des slogans comme « L'égalité est un faux Dieu » et « Révolte contre le monde moderne », notamment sur les campus universitaires d'Auckland. Il mène également des opérations de nettoyage de plages,, organise des randonnées en groupe, déploie des banderoles et mène des actions de solidarité avec d'autres mouvements d'extrême droite internationaux. Le groupe s'est aussi livré à des actes de vandalisme et d'intimidation envers plusieurs personnalités politiques, journalistes et universitaires.
L'essentiel des activités de l'organisation est cependant en ligne, diffusant sa propagande sur Internet à travers un blog, ainsi qu'un podcast intitulé Voice of Zealandia. Après avoir été banni de Facebook en 2020 puis de Twitter et YouTube en 2021, Action Zealandia continue de diffuser du contenu via Telegram.
Sur le site Internet du Dominion Movement, le mouvement liste quatre aspects de ses objectifs et activités : le développement personnel, la construction communautaire, l'appréciation de la nature et le militantisme.

## Relations avec d'autres mouvements d'extrême droite
Action Zealandia est la branche néo-zélandaise de l'International Conservative Community (ICC), un réseau transnational fondé par Robert Rundo, leader du Rise Above Movement. Rundo a été invité sur le podcast d'Action Zealandia.
Kerry Bolton, militant de longue date des mouvements suprémacistes blancs et néonazis néo-zélandais, est invité comme invité spécial lors du premier anniversaire du Dominion Movement. Il intervient régulièrement dans les podcasts d'Action Zealandia.
Le groupe est également en lien avec le groupe britannique Patriotic Alternative, le Mouvement de résistance nordique, l'organisation américaine National Justice Party (en), le militant néonazi russe Denis Kapoustine, le groupe paramilitaire international La Base, ainsi que plusieurs autres groupes nationalistes ethniques et néonazis internationaux.

## Stratégie
Action Zealandia adopte une image plus soignée que le Dominion Movement, en préservant l'anonymat de ses membres et en mettant en avant des thématiques jugées plus acceptables publiquement. Action Zealandia adopte une rhétorique plus modérée que le Dominion Movement, utilisant le terme « Européens » à la place d'« hommes blancs ».

## Composition
Le nombre de membres d'Action Zealandia varie entre 30 et 35 membres, et entre 50 et 100 membres, selon les estimations. Ses membres sont majoritairement âgés de 18 à 25 ans et occupant des emplois peu qualifiés. Il est réservé aux hommes blancs hétérosexuels. Il compte parmi ses rangs d'anciens militaires de la Force de Défense de Nouvelle-Zélande.

## Influence
Action Zealandia est régulièrement considéré comme l'un des groupes d'extrême droite les plus notables de Nouvelle-Zélande,,.